# Hilary Stocková
Hilary Stocková (nepřechýleně Hilary Stock; * 8. listopadu 1964) je britská umělecká fotografka.

## Životopis
Stocková studovala na Bedales School v Hampshire a na University College London, kde studovala antropologii. Je vdaná za spisovatele Jona Stocka, žijí ve Wiltshire a mají tři děti. Než se stala fotografkou, byla producentkou dokumentů pro BBC Radio 4.

## Umělecké výstavy
Díla Stockové jsou vystaveny v Harbour Gallery v Portscatho v Cornwallu a také v hotelu Watergate Bay v Cornwallu, kde v roce 2012 uspořádala výstavu nazvanou When the Boat Comes in. Vystavovala také v galerii White Horse v Marlborough, Wiltshire, kde v prosinci 2018 uspořádala samostatnou výstavu From Wiltshire Woods to the Cornish Coast. V roce 2015 se zúčastnila místní umělecké akce art trail ve Wiltshire, Marlborough Open Studios, ve které vystavovala své cornwallské práce.
V recenzi na její samostatnou výstavu v Marlborough s Tower and Town v roce 2018 Gabriella Venus popsala kolekci Stockové jako „nádhernou“. Dodala:
Kombinace realismu a vyprávění je kouzelná. Při každém zhlédnutí je vždy k vidění víc.
 Gabriella Venus, 2018

## Fotografování životního stylu a cestování
Mezi lety 2013 a 2105 byly autorčiny fotografie životního stylu z každoročního hudebního festivalu WOMAD ve Wiltshire uváděny na internetových kulturních stránkách Telegraphu.
Fotografie Stockové byly použity k ilustraci řady cestovatelských článků v Telegraphu, včetně výletů do Chettinadu, Ladakhu a Dublinu. Její fotografie se také objevily v Condé Nast Traveler.

## Gambie
V srpnu 2018 doprovázela Stocková skupinu britských teenagerů do Gunjur v Gambii, kde pomáhala rozvíjet jejich sebevědomí prostřednictvím fotografie. Výlet zorganizovala britská charitativní organizace Thriving Through Venture. Po svém návratu Stocková zorganizovala putovní výstavu prací teenagerů.